# Полін Бентлі
По́лін Бе́нтлі (англ. Pauline Bentley)  — (нар. 29 грудня 1921) — англійська журналістка.
Авторка розвідки «Тарас Шевченко — український поет свободи» в журналі «The UNESCO Courier» («Кур'єр ЮНЕСКО», 1961, № 7—8).
Стаття супроводжується репродукціями мистецьких творів Тараса Шевченка та ілюстрацією до поеми «Гайдамаки» В. Касіяна. Бентлі високо оцінює творчість українського поета, називає його генієм світової літератури. Статтю передруковано у «Кур'єрі ЮНЕСКО» цього ж випуску французькою, іспанською, арабською мовами, уривки з неї вміщено в українському виданні «Всесвіт», 1963, № 3) та в прогресивній англомовній пресі.